# Яшкільдіно (Канаський район)
Яшкі́льдіно (рос. Яшкильдино, чув. Ешкилт) — присілок у складі Канаського району Чувашії, Росія. Входить до складу Кошноруйського сільського поселення.
Населення — 199 осіб (2010; 206 у 2002).
Національний склад:
- чуваші — 99 %